# Amotivationeel syndroom
Het amotivationeel syndroom is een verzamelnaam voor een reeks vergelijkbare symptomen die worden waargenomen bij frequente gebruikers van cannabis, of bij personen die deze drug al op jonge leeftijd gebruiken.
Het amotivationeel syndroom omvat een afname in drijfveren, ambitie, communicerend vermogen en vermogen om complexe plannen uit te voeren, en dit gaat gepaard met het optreden van verveling, apathie, verminderd concentratievermogen, slecht beoordelingsvermogen, introvertheid en een progressief verlies van inzicht. Vaak worden naast deze symptomen ook een gewichtstoename en een verminderde zelfzorg waargenomen. Binnen twee tot vier weken nadat met het gebruik van cannabis wordt gestopt, worden de genoemde functies weer normaal. 
Laboratoriumonderzoeken hebben geen bewijs voor een oorzakelijk verband tussen het "amotivationeel syndroom" en cannabis kunnen aantonen.